# 第23海兵歩兵大隊 (フランス軍)
第23海兵歩兵大隊（だいにじゅうさんかいへいほへいだいたい、23e bataillon d'infanterie de marine：23e BIMa）は、セネガル共和国ダカールに駐屯する、FFCV隷下のフランス陸軍海兵隊の歩兵大隊である。
兵種は歩兵、伝統的区分は海兵隊である。

## 沿革
- 1902年：モロッコにて、第23海兵連隊として編成される。
- 1914年：第1次世界大戦に参加する。
- 1940年：フランス侵攻終結後、解隊される。
- 1944年：再び、第23海兵連隊として再編成される。
- 1946年：第一次インドシナ戦争に参加。（～1954年まで。）
- 1979年：セネガルダカールに移駐。大隊に改編。

## 最新の部隊編成
- 大隊本部
- 本部管理中隊
- 戦車中隊 - ERC 90
- 歩兵中隊 - VAB

### 定員
- 連隊の人員構成は、約400名からなる。
- ERC 90を12両を装備する。

## 主要装備
- GIAT BM92-G1
- FA-MAS
- FR-F2
- AAT-F1
- AA-52
- 12.7mm重機関銃
- ERYX
- ミラン
- ERC 90
- VAB
- VAL
- P4
- TRM 2000